# Ochetellus ochetellus
Ochetellus ochetellus é uma espécie de formiga do gênero Ochetellus.